# ستا مورای
ستا مورای (ژاپنی: 村井 清太؛ زادهٔ ۲۹ اوت ۲۰۰۰) یک بازیکن فوتبال اهل ژاپن است.
از باشگاه‌هایی که در آن بازی کرده‌است می‌توان به باشگاه فوتبال کاماتامار سان‌اوکی اشاره کرد.